# 異人たち
『異人たち』（いじんたち、All of Us Strangers）は、2023年のイギリスのファンタジードラマ映画。監督はアンドリュー・ヘイ、出演はアンドリュー・スコット、ジェイミー・ベル、クレア・フォイ、ポール・メスカルなど。原作は山田太一の1987年の小説『異人たちとの夏』で、同原作の映画化は1988年の大林宣彦監督作品『異人たちとの夏』についで2度目である。原作小説の再映画化であり、1988年の日本映画のリメイクではない。舞台は現代のロンドンに変更されており、内容も原作に忠実だった1988年版に対して大胆に脚色されているが、再映画化に協力を惜しまなかった原作者の山田は、海外の視点で捉え直した本作の脚本を気に入っており、完成した作品も実際に観て満足している（製作の経緯の詳細は後述）。なお、山田は一般公開のメドがついた2023年の晩秋に亡くなっている。
2023年8月31日に第50回テルライド映画祭にてプレミア公開され、同年末には北アメリカ、2024年1月にはイギリスで一般劇場公開された。
日本では、2023年10月25日に第36回東京国際映画祭で初上映され、2024年4月19日からR15+指定で一般劇場公開された。日本版予告編では「僕たちは傷つき愛を知る」との言葉で締め括られている。
第26回英国インディペンデント映画賞で作品賞をはじめ最多7部門を受賞するなど、さまざまな映画賞で高い評価を得ている（詳細は後述）。

## ストーリー
孤独な脚本家アダムはロンドンで隠遁生活を送っている。ある夜、彼の住む高層ビルで唯一の隣人であるハリーがウイスキーを片手に酔った状態で訪ねてくる。ハリーはビルの中でアダムの存在を知り、一晩一緒に過ごしたいと言う。アダムはその申し出を不本意ながらも断り、ハリーを追い返す。
執筆を始めたアダムは、ふと思い立って、幼少期に住んでいた家を訪れる。両親は数十年前、アダムが12歳になる前に交通事故で亡くなっているのだが、その家には亡くなった当時と変わらぬ姿の両親が暮らしていた。アダムは両親と夕食をとると、再び訪れることを約束する。
アパートに戻ると、アダムはエレベーターでハリーと出くわす。彼がハリーの前回の申し出に応えると、2人は情熱的な関係を始める。アダムはハリーが家族と距離を置いていることを知り、2人は共に生活をゆっくりと築き始める。
アダムはその後、両親の幻に何度も会いに行く。母親との会話の中で、アダムは自分の性的指向を明かし、2人はそれについて話し合う。母親はアダムが同性愛者であることを受け入れるが、心配するとともに少し苦々しい反応を示す。その後、父親を訪ねたアダムは、自分が子供の頃に受けたいじめについて父親が何も言ってくれなかったことに傷ついたと話す。2人は涙ながらに和解し、抱き合う。
アダムとハリーの関係が深まるにつれ、2人はクラブで多くの時間を過ごし、一緒にケタミンを摂取するようになる。ある夜、アダムはクラブで意識を失い、目を覚ますと、そこはクリスマスの両親の家だった。3人は一緒にクリスマスツリーに電飾を飾り、ペット・ショップ・ボーイズの「オールウェイズ・オン・マイ・マインド」が流れる中、楽しくクリスマスを祝う。眠れずにいるアダムは両親と一緒にベッドに入り、母親が亡くなった後、母方の祖母のもとに預けられたことを母親に話す。母親はそれを嘆き悲しむ。そこにハリーが現れる。とまどうアダムはベッドに1人取り残され、両親が事故で亡くなったことを警官が告げに来た夜を再体験させられそうになる。
アダムは地下鉄の車内で目を覚まし、駅のホームを歩いているハリーを目撃する。いつもとは違う様子のハリーを追いかけて地下鉄に乗ったアダムは、窓ガラスに映った幼い自分が叫んでいる幻を目にする。すると、アダムは自宅のベッドで叫びながら目を覚ます。アダムがクラブでパニックを起こしたので、ハリーが彼を家に連れて帰っていたのだ。アダムは両親の死の詳細をハリーに語る。父親は自動車事故で即死し、母親は数日間病院にいたと明かす。祖母は母親の重篤な状態を理由にアダムを母親に会わせなかったが、そのことがアダムをずっと苦しめてきたのである。
アダムは自分の両親に会いに行こうとハリーに提案する。そんなアダムの行動にハリーは疑いを抱き、少し不安を感じる。アダムの両親の家にやってきた2人は家に誰もいないことに気づく。アダムの精神状態を心配したハリーはこの場を離れようと言う。するとアダムの母親が父親と並んで窓の向こうからガラス越しに2人を凝視しているのが見える。アダムは「中に入れて」と両親に呼びかけながらガラスが割れるまで窓を叩く。
翌朝、アダムが目を覚ますと、そこには両親がいて、2人はハリーが家に帰ったと説明する。そして、アダムが幸せを見つけるには、両親と別れてハリーと人生を歩んでいかなければならないとアダムに告げる。両親はアダムを子供の頃から好きだったレストランに連れて行き、そこで2人の死の状況について尋ねる。アダムは2人とも即死したと告げるが、それは真実ではないものの、母親にとっては救いとなる話だった。3人は涙ながらに互いへの愛を再確認し、その後、両親は姿を消す。
両親の死を受け入れたアダムは、ハリーに会いに家に戻る。ハリーのアパートに入ると、ひどい悪臭が漂い、テーブルには薬物の残留物があり、アパート全体が荒れた状態になっていた。そして、アダムは寝室でハリーが死んでいるのを見つける。そこには2人が出会った夜にハリーが飲んでいたのと同じウイスキーのボトルが転がっていた。ハリーはずっと死んでいたのであり、その存在は両親と同じように幻だったのである。
寝室の外では、ハリーの幽霊が取り乱して泣いている。アダムに死体となった自分を見られたくなかったからだ。親も誰も自分を見つけてくれなかったと泣くハリーを優しくなだめ、アダムはハリーを自分のアパートに連れて帰る。2人はベッドで一緒に横になり、しっかりと抱き合う。ハリーがアダムにレコードをかけるように頼むと、フランキー・ゴーズ・トゥ・ハリウッドの「パワー・オブ・ラヴ（愛の救世主）」がかかる。その歌詞の「I'll protect you from the hooded claw（君を死神から守ってやる）」「Keep the vampires from your door（吸血鬼も追い払ってやる）」をアダムはハリーの耳元でささやく。2人は夜空の星々の中に小さな一筋の光となって消えていき、画面は暗転する。
このラストシーンは「パワー・オブ・ラヴ」のミュージック・ビデオの冒頭を想起させるものとなっている。

## キャスト
- アダム（中年の人気脚本家）：アンドリュー・スコット
- アダムの父：ジェイミー・ベル
- アダムの母：クレア・フォイ
- ハリー（アダムの隣人）：ポール・メスカル

## 製作
原作小説『異人たちとの夏』は2003年に英訳され、イギリスでは早くから映画化の動きがあり、アンソニー・ミンゲラ監督が名乗りを上げたが、権利を整えている間にミンゲラ監督が2008年に亡くなり、その後2017年になってイギリスの製作会社から原作者の山田太一と家族に提案されたのが、アンドリュー・ヘイ監督による映画化で、山田も、アメリカよりは日本に近い感覚のイギリスで作られることを望み、その企画が動き出すことになった。
1973年生まれのヘイ監督は、以前から、自らと同じく1980年代に成長したゲイ男性を表現する映画を構想していたが、そのアイデアを実現するにふさわしい物語を見つけられずにいた。そのような中で製作会社から送られてきた原作小説を読んだヘイ監督は、小説を山田の「個人的な旅のように感じられ」たことから、映画化にあたって自分も山田同様に自身の過去に向き合うべきと考え、主人公を自身と同じ同性愛者に設定変更した他、映画に登場する亡き両親が住む家として、ヘイ監督が実際に幼少期に住んでいた建物を使うことにした。脚本を執筆するにあたっては、自分と両親の関係や、いまだ両親と話していないことについて熟考し、自身の学生時代や若いころの経験も多く含めているが、ヘイ監督の両親は存命中であり、自伝ではなく、あくまで自分自身の物語とフィクションを融合させたものであると語っている。さらに「もし自伝的な作品であるとしたら、私だけのことを描いているのではなく、この世代の人々がどのように感じてきたかを描いているのです」と述べている。
原作小説の英題は『Strangers（異人たち）』だが、本作の原題は『All of Us Strangers（我々みな異人たち）』と変更されている点について、ヘイ監督は2つの理由があるとし、1つは『Strangers』という映画はたくさんあるので、わざわざ同じタイトルにしたくなかったから、もう1つは自分の描いた物語が山田の小説を翻案したものであり、お互いに独立していながら、どこか対話しているように思え、同じタイトルにしないほうが良いと思ったからとしている。
一方、テレビドラマの脚本家として知られる山田は自身の脚本に対しては少しの変更も許さなかったと言われていたが、ヘイ監督が山田同様に自身の過去に向き合おうとしていることを知り、設定変更に対して意見をつけることはせず、自分の小説をどう取り入れて映画にするのか楽しみに待つことにした。その上で、送られてきた台本に対しては作品の骨格がしっかり残っていたと判断し、原作者側の「パーソナルな感覚を込めてほしい」とのスタンスにも添っているとしている。なお、山田とその家族は、男女の恋愛関係ではなく、主人公とその恋愛相手をゲイ男性に変更することを快く認めたという。
山田は亡くなる直前の2023年11月初旬に映画の完成を見届けており、その際の山田について次女・佐江子は「食い入るように2時間、真剣にものすごい集中力で見ておりました」「満足そうに、感慨深げにしておりました」と述べている。
なお、山田の作品を世界に知ってもらうために尽力していた妻・和子は映画の完成を待たずに亡くなっており、エンドロールに名前がクレジットされている。
主演のアンドリュー・スコットは2013年にゲイであることを公表しており、ヘイ監督は「この映画のクィアネスの探求には多くのニュアンスがあり、それを深いレベルで理解できる人が必要だった」としてスコットをアダム役の第一希望としていた。スコット（1976年生まれ）とヘイ監督（1973年生まれ）は同年代であり、創作の過程では、クィアにとってつらい時代だった1980年代に自分たちが何を感じていたのか、今は当時のことをどう捉えているのかを話し合ったが、2人にとって、それはかつての痛みにアクセスすることであり、ヘイ監督個人にとっては、人生の喪失や悲しみ、痛み、トラウマに深くつながるもの、つらい時代に自分の奥深くに埋めたものを、再び浮かび上がらせるような作業だったと語っている。

本作のテーマについてヘイ監督はインタビューで以下のように語っている。

## 作品の評価

### 映画批評家によるレビュー
Rotten Tomatoesによれば、265件の評論のうち高評価は96%にあたる254件、平均点は10点満点中8.8点、批評家の一致した見解は「『異人たち』は、常に人間の感情に根ざした幻想的なレンズを通して、深い悲しみと愛を考察している。」となっている。Metacriticによれば、53件の評論のうち、高評価は52件、賛否混在は1件、低評価はなく、平均点は100点満点中90点となっている。
英ガーディアン紙による「The 50 best films of 2024 in the UK」で第1位に選ばれている。
日本では、映画レビューサービス「Filmarks」による2024年4月第3週公開映画の初日満足度ランキングで第2位を獲得した他、シネマトゥデイの6人のライターによる評価の平均点は5点満点中4.3点となっている。

### その他の反応
本作を実際に観た観客からの反応についてヘイ監督はインタビューで以下のように語っている。

大林版で母親役を演じた秋吉久美子は、試写に招待され以下の感想を述べた。

### 受賞歴
| 賞                                         | 日付           | 部門                                         | 対象者                                                                                     | 結果       | 参照          |
| ------------------------------------------ | -------------- | -------------------------------------------- | ------------------------------------------------------------------------------------------ | ---------- | ------------- |
| バリャドリッド国際映画祭                   | 2023年10月28日 | Golden Spike                                 |                                                                                            | ノミネート | [ 24 ]        |
| バリャドリッド国際映画祭                   | 2023年10月28日 | Rainbow Spike                                |                                                                                            | 受賞       | [ 25 ]        |
| ゴッサム・インディペンデント映画賞         | 2023年11月27日 | 脚本賞                                       | アンドリュー・ヘイ                                                                         | ノミネート | [ 26 ]        |
| ゴッサム・インディペンデント映画賞         | 2023年11月27日 | 国際映画賞                                   |                                                                                            | ノミネート | [ 26 ]        |
| ゴッサム・インディペンデント映画賞         | 2023年11月27日 | 主演俳優賞                                   | アンドリュー・スコット                                                                     | ノミネート | [ 26 ]        |
| ゴッサム・インディペンデント映画賞         | 2023年11月27日 | 助演俳優賞                                   | クレア・フォイ                                                                             | ノミネート | [ 26 ]        |
| 英国インディペンデント映画賞               | 2023年12月3日  | 作品賞                                       |                                                                                            | 受賞       | [ 27 ] [ 28 ] |
| 英国インディペンデント映画賞               | 2023年12月3日  | 監督賞                                       | アンドリュー・ヘイ                                                                         | 受賞       | [ 27 ] [ 28 ] |
| 英国インディペンデント映画賞               | 2023年12月3日  | 主演俳優賞                                   | アンドリュー・スコット                                                                     | ノミネート | [ 27 ] [ 28 ] |
| 英国インディペンデント映画賞               | 2023年12月3日  | 助演俳優賞                                   | ポール・メスカル                                                                           | 受賞       | [ 27 ] [ 28 ] |
| 英国インディペンデント映画賞               | 2023年12月3日  | 助演俳優賞                                   | ジェイミー・ベル                                                                           | ノミネート | [ 27 ] [ 28 ] |
| 英国インディペンデント映画賞               | 2023年12月3日  | 助演俳優賞                                   | クレア・フォイ                                                                             | ノミネート | [ 27 ] [ 28 ] |
| 英国インディペンデント映画賞               | 2023年12月3日  | 脚本賞                                       | アンドリュー・ヘイ                                                                         | 受賞       | [ 27 ] [ 28 ] |
| 英国インディペンデント映画賞               | 2023年12月3日  | キャスティング賞                             | カーリーン・クロフォード                                                                   | ノミネート | [ 27 ] [ 28 ] |
| 英国インディペンデント映画賞               | 2023年12月3日  | 撮影賞                                       | ジェイミー・D・ラムジー                                                                    | 受賞       | [ 27 ] [ 28 ] |
| 英国インディペンデント映画賞               | 2023年12月3日  | 編集賞                                       | ジョナサン・アルバーツ                                                                     | 受賞       | [ 27 ] [ 28 ] |
| 英国インディペンデント映画賞               | 2023年12月3日  | メイクアップ&ヘアデザイン賞                  | ゾーイ・クレア・ブラウン                                                                   | ノミネート | [ 27 ] [ 28 ] |
| 英国インディペンデント映画賞               | 2023年12月3日  | 音楽監督賞                                   | コニー・ファー                                                                             | 受賞       | [ 27 ] [ 28 ] |
| 英国インディペンデント映画賞               | 2023年12月3日  | 美術賞                                       | セーラ・フィンリー                                                                         | ノミネート | [ 27 ] [ 28 ] |
| 英国インディペンデント映画賞               | 2023年12月3日  | 音響賞                                       | ヨアキム・サンドストロム ペール・ボストロム スティーヴィー・ヘイウッド                     | ノミネート | [ 27 ] [ 28 ] |
| ナショナル・ボード・オブ・レビュー         | 2023年12月6日  | インディペンデント映画トップ10               |                                                                                            | 受賞       | [ 29 ]        |
| ロサンゼルス映画批評家協会賞               | 2023年12月10日 | 主演俳優賞                                   | アンドリュー・スコット                                                                     | 次点       | [ 30 ]        |
| ロサンゼルス映画批評家協会賞               | 2023年12月10日 | 脚本賞                                       | アンドリュー・ヘイ                                                                         | 受賞       | [ 30 ]        |
| ロサンゼルス映画批評家協会賞               | 2023年12月10日 | 編集賞                                       | ジョナサン・アルバーツ                                                                     | 次点       | [ 30 ]        |
| シカゴ映画批評家協会賞                     | 2023年12月12日 | 主演男優賞                                   | アンドリュー・スコット                                                                     | ノミネート | [ 31 ]        |
| トロント映画批評家協会                     | 2023年12月17日 | 作品賞                                       |                                                                                            | 次点       | [ 32 ]        |
| トロント映画批評家協会                     | 2023年12月17日 | 主演俳優賞                                   | アンドリュー・スコット                                                                     | 次点       | [ 32 ]        |
| トロント映画批評家協会                     | 2023年12月17日 | 脚色賞                                       | アンドリュー・ヘイ                                                                         | 次点       | [ 32 ]        |
| フロリダ映画批評家協会賞                   | 2023年12月21日 | 主演男優賞                                   | アンドリュー・スコット                                                                     | ノミネート | [ 33 ]        |
| 女性映画ジャーナリスト同盟賞（EDA賞）      | 2024年1月3日   | 主演男優賞                                   | アンドリュー・スコット                                                                     | ノミネート | [ 34 ] [ 35 ] |
| 全米映画批評家協会賞                       | 2024年1月6日   | 主演男優賞                                   | アンドリュー・スコット                                                                     | 受賞       | [ 36 ]        |
| ゴールデングローブ賞                       | 2024年1月7日   | 主演男優賞（ドラマ部門）                     | アンドリュー・スコット                                                                     | ノミネート | [ 37 ]        |
| シアトル映画批評家協会賞                   | 2024年1月8日   | 主演男優賞                                   | アンドリュー・スコット                                                                     | ノミネート | [ 38 ]        |
| クリティクス・チョイス・アワード           | 2024年1月14日  | 脚色賞                                       | アンドリュー・ヘイ                                                                         | ノミネート | [ 39 ]        |
| ロンドン映画批評家協会賞                   | 2024年2月4日   | 作品賞                                       |                                                                                            | ノミネート | [ 40 ]        |
| ロンドン映画批評家協会賞                   | 2024年2月4日   | 男優賞                                       | アンドリュー・スコット                                                                     | 受賞       | [ 40 ]        |
| ロンドン映画批評家協会賞                   | 2024年2月4日   | 助演男優賞                                   | ポール・メスカル                                                                           | ノミネート | [ 40 ]        |
| ロンドン映画批評家協会賞                   | 2024年2月4日   | 助演女優賞                                   | クレア・フォイ                                                                             | ノミネート | [ 40 ]        |
| ロンドン映画批評家協会賞                   | 2024年2月4日   | 脚本賞                                       | アンドリュー・ヘイ                                                                         | ノミネート | [ 40 ]        |
| ロンドン映画批評家協会賞                   | 2024年2月4日   | 作品賞（イギリス映画およびアイルランド映画） |                                                                                            | 受賞       | [ 40 ]        |
| ロンドン映画批評家協会賞                   | 2024年2月4日   | 俳優賞（イギリス映画およびアイルランド映画） | ポール・メスカル ※『ゴッズ・クリーチャー』『もっと遠くへ行こう。』『Carmen』での演技も含む | 受賞       | [ 40 ]        |
| ロンドン映画批評家協会賞                   | 2024年2月4日   | 俳優賞（イギリス映画およびアイルランド映画） | アンドリュー・スコット                                                                     | ノミネート | [ 40 ]        |
| ロンドン映画批評家協会賞                   | 2024年2月4日   | 技術賞                                       | カーリーン・クロフォード（キャスティング）                                                 | ノミネート | [ 40 ]        |
| 英国アカデミー賞                           | 2024年2月18日  | 英国作品賞                                   |                                                                                            | ノミネート | [ 41 ]        |
| 英国アカデミー賞                           | 2024年2月18日  | 監督賞                                       | アンドリュー・ヘイ                                                                         | ノミネート | [ 41 ]        |
| 英国アカデミー賞                           | 2024年2月18日  | 脚色賞                                       | アンドリュー・ヘイ                                                                         | ノミネート | [ 41 ]        |
| 英国アカデミー賞                           | 2024年2月18日  | 助演女優賞                                   | クレア・フォイ                                                                             | ノミネート | [ 41 ]        |
| 英国アカデミー賞                           | 2024年2月18日  | 助演男優賞                                   | ポール・メスカル                                                                           | ノミネート | [ 41 ]        |
| 英国アカデミー賞                           | 2024年2月18日  | キャスティング賞                             | カーリーン・クロフォード                                                                   | ノミネート | [ 41 ]        |
| クリティクス・チョイス・スーパー・アワード | 2024年4月4日   | ホラー映画男優賞                             | アンドリュー・スコット                                                                     | ノミネート | [ 42 ]        |